# International Airlines Group
International Airlines Group (IAG), oficjalnie International Consolidated Airlines Group, S.A. – międzynarodowa korporacja linii lotniczych Iberia oraz British Airways, spółka holdingowa z siedzibą w Londynie i Madrycie.
Został on utworzony w styczniu 2011 poprzez połączenie British Airways i Iberii. Jest to jedna z największych korporacji lotniczych na świecie podobnie jak Air France-KLM oraz trzecia pod względem dochodów po Delta Air Lines i American Airlines. IAG posiada swoje notowania na giełdach w Londynie – London Stock Exchange i Madrycie Bolsa de Madrid, gdzie wchodzi w skład indeksu giełdowego IBEX 35.
Holding z końcem 2024 posiadał 601 samolotów wożących pasażerów na 259 kierunkach w 91 krajach na wszystkich kontynenty. W 2011 Grupa IAG potwierdziła zamówienie na osiem eko-wydajnych samolotów z rodziny A330 dla floty Iberii. Zamówienie to jest wynikiem wcześniejszego porozumienia. IAG przewozi zgodnie z zapowiedziami ok. 70 mln pasażerów rocznie, jednak obydwie firmy zarówno British Airways jak i Iberia funkcjonują zachowując swoje dotychczasowe marki.
W 2013 holding przejął hiszpańską linię lotniczą Vueling. W sierpniu 2015 za kwotę 1,5 mld euro została zakupiona od irlandzkiego rządu Aer Lingus.
W 2025 głównym udziałowcem IAG był rząd Kataru, który kontroluje 25,96% z nich.

## Powiązania
W skład International Airlines Group wchodzi 7 podmiotów, w tym 5 europejskich linii lotniczych:
- Aer Lingus
  -  Aer Lingus Regional
  -  Aer Lingus UK
- British Airways
  -  BA Cityflyer
  -  BA Euroflyer
- Iberia
  -  Iberia Express
  -  Iberia Regional
- Level
- Vueling

Pozostałe podmioty:
- IAG Loyalty – zarządza programem lojalnościowym Avios
- IAG Cargo – zarządza flotą realizującą połączenia cargo

Linie lotnicze, w których grupa IAG posiada udziały:
- Flybe 15% udziałów[11]
- Royal Air Maroc 0,5% udziałów

Inne branże, w których International Airlines Grupa posiada udziały:
- Eurostar International Limited, 10% udziałów[12]

## Przyszłość
Głównym celem spółki International Airlines Group jest ciągła ekspansja i przejmowanie nowych linii lotniczych. Hiszpańsko-brytyjski koncern najbardziej poszukuje linii lotniczych, które operują na najszybciej rozwijających się rynkach świata, głównie w Ameryce Łacińskiej i Azji. Ponadto koncern prowadzi rozmowy w sprawie przejęcia kolejnego przewoźnika, według nieoficjalnych źródeł może to być australijski Qantas i największy azjatycki tani przewoźnik AirAsia. Ponadto po fuzji akcje zarówno BA jak i Iberii znacznie wzrosły. Koncern IAG prowadzi także rozmowy z American Airlines w sprawie przyłączenia tej linii do sojuszu, aby wspólnie działać trasach między Europą i Ameryką Północną.